# Laura Tramuns Tripiana
Laura Tramuns Tripiana (nascida em 19 de fevereiro de 1970) é uma nadadora paralímpica espanhola da classe S8–T46, que disputa diferentes provas. Ela tem deficiência física e participou, representando a Espanha, dos Jogos Paralímpicos de Verão de 1996 e 2000, tendo conquistado a medalha de prata na prova feminina dos 100 metros costas da natação em 1996.

## Vida pessoal
Atualmente reside em Badalona, sua terra natal.